# 三重県道540号相賀停車場線
三重県道540号相賀停車場線（みえけんどう540ごう あいがていしゃじょうせん）は、三重県北牟婁郡紀北町を通る一般県道である。

## 概要
JR東海紀勢本線 相賀駅前から北牟婁郡紀北町相賀に至る。

### 路線データ
- 起点：北牟婁郡紀北町相賀（JR東海紀勢本線 相賀駅前、三重県道202号須賀利港相賀停車場線終点）
- 終点：北牟婁郡紀北町相賀（相賀南交差点、国道42号交点）
- 総延長：352 m

## 歴史
- 1959年（昭和34年）1月25日 - 路線認定[1]。

## 地理

### 通過する自治体
- 三重県
  - 北牟婁郡紀北町

### 交差する道路
| 交差する道路                      | 交差する場所 | 交差する場所        |
| --------------------------------- | ------------ | ------------------- |
| 三重県道202号須賀利港相賀停車場線 | 相賀         | 起点                |
| 国道42号                          | 相賀         | 相賀南交差点 / 終点 |

### 沿線
全線にわたって三重交通の路線バスが運行されている。
- JR東海紀勢本線 相賀駅
- 大紀町立相賀小学校
- 海山相賀郵便局
- 相賀神社